# Совесть Отечества

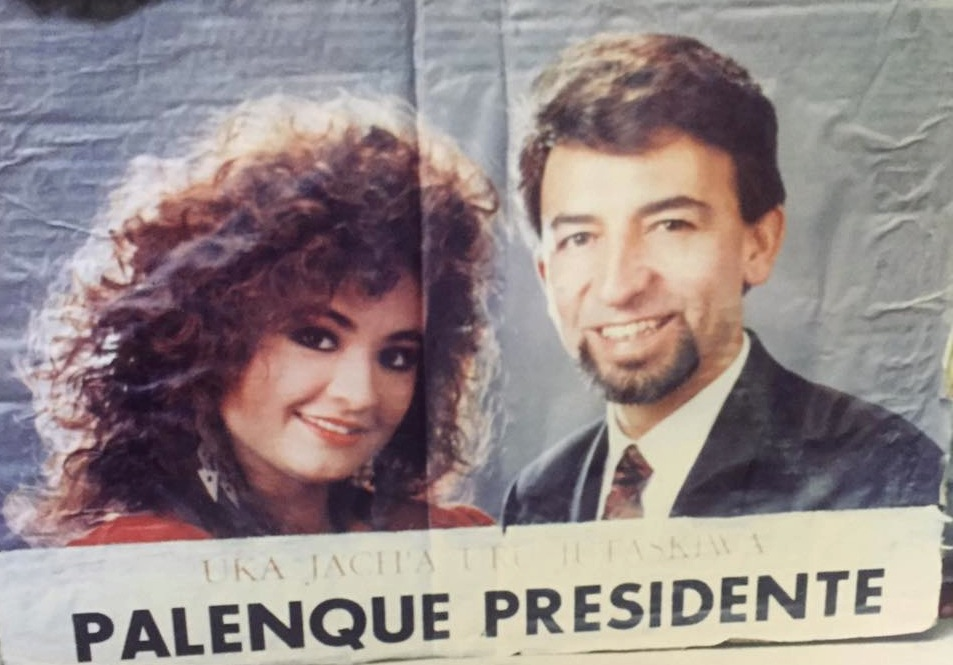
Предвыборный постер партии с фото Моники Медины Тельес и Карлоса Паленке

Совесть Отечества (исп. Conciencia de Patria, сокращённо CONDEPA) — левая популистская политическая партия в Боливии на рубеже XX—XXI веков. Партию возглавлял певец и музыкант Карлос Паленке Авилес, известный своим товарищам как El Compadre.

## Цели
CONDEPA была основана в Тиуанако 21 сентября 1988 года. Партия базировалась в основном в департаменте Ла-Пас.
CONDEPA была первой крупной партией в Боливии, обратившейся к культурной самобытности аймара — крупнейшнего коренного народа страны. Она заимствовала символы катаристского движения и использовала флаг випала. Паленке часто использовал в своих кампаниях отсылки к культуре аймара.

## Электоральная история
Партия снискала поддержку среди городской бедноты, особенно в среде аймара, мигрировавших в городские центры. На всеобщих выборах 1993 года, когда её кандидатом в президенты был Карлос Паленке, она получила 14,29% голосов, 13 мест в Палате депутатов и одно — в Палате сенаторов. На всеобщих выборах 1997 года, уже после смерти Паленке от сердечного приступа, его в качестве партийного кандидата на пост президента сменила ремесленница и журналистка Ремедиос Лоса, занявшая третье место в гонке. CONDEPA улучшила свои показатели до 17,16% голосов, 19 мандатов в Палате депутатов и 3 — в Палате сенаторов.
Впрочем, к этому моменту CONDEPA в лице Моники Медины Тельес, супруги Карлоса Паленке, потеряла пост мэра Ла-Паса в 1995 году. А уже к выборам 1999 года CONDEPA подошла в кризисе. Она была дискредитирована тем, что вошла в правительство бывшего правого диктатора Уго Бансера и его «мегакоалицию». Партия тяжело пережила смерть своего лидера Карлоса Паленке, и среди его преемников возникли разногласия, расколовшие партию на две фракции во главе с Ремедиос Лоса и дочерью покойного Вероникой Паленке. Более того, влияние связанных с партией СМИ значительно снизилось. Проиграв муниципальные выборы в Эль-Альто, она потеряла свой последний оставшийся политический оплот в стране.
В преддверии всеобщих выборов 2002 года CONDEPA выдвинула своим кандидатом в президенты Николаса Вальдивию и Эсперансу Уанку в вице-президенты. CONDEPA потеряла на выборах все свои 22 места в Конгрессе Боливии. Крах CONDEPA расчистил путь для другой левой партии — зарождающегося Движения к социализму. CONDEPA-Патриотическое движение потеряло регистрацию в Национальном избирательном суде вскоре после выборов 2002 года.